# National Rugby League 1960
La New South Wales Rugby Football League de 1960 fue la 53.ª edición del torneo de rugby league más importante de Australia.

## Formato
Los clubes se enfrentaron en una fase regular de todos contra todos, los cinco equipos mejor ubicados al terminar esta fase clasificaron a la postemporada.
Se otorgaron 2 puntos por el triunfo, 1 por el empate y ninguno por la derrota.

## Desarrollo

### Tabla de posiciones
| Pos. | Equipo                        | Encuentros | Encuentros | Encuentros | Encuentros | Tantos | Tantos | Tantos | Puntos |
| Pos. | Equipo                        | PJ         | PG         | PE         | PP         | F      | C      | Dif    | Puntos |
| ---- | ----------------------------- | ---------- | ---------- | ---------- | ---------- | ------ | ------ | ------ | ------ |
| 1    | St. George Dragons            | 18         | 14         | 0          | 4          | 456    | 176    | +280   | 28     |
| 2    | Western Suburbs Magpies       | 18         | 11         | 0          | 7          | 350    | 298    | +52    | 22     |
| 3    | Eastern Suburbs               | 18         | 11         | 0          | 7          | 264    | 221    | +43    | 22     |
| 4    | Balmain Tigers                | 18         | 11         | 0          | 7          | 286    | 254    | +32    | 22     |
| 5    | Canterbury-Bankstown Bulldogs | 18         | 11         | 0          | 7          | 249    | 285    | -36    | 22     |
| 6    | Manly-Warringah Sea Eagles    | 18         | 10         | 0          | 8          | 231    | 217    | +14    | 20     |
| 7    | North Sydney Bears            | 18         | 8          | 0          | 10         | 317    | 357    | -40    | 16     |
| 8    | South Sydney Rabbitohs        | 18         | 6          | 0          | 12         | 211    | 256    | -45    | 12     |
| 9    | Newtown Jets                  | 18         | 6          | 0          | 12         | 251    | 313    | -62    | 12     |
| 10   | Parramatta Eels               | 18         | 2          | 0          | 16         | 215    | 453    | -238   | 4      |

|  | Postemporada. |

### Postemporada

#### Playoff
| 9 de agosto | Western Suburbs Magpies | 28 - 10 | Balmain Tigers |  |  |

| 9 de agosto | Eastern Suburbs | 20 - 11 | Canterbury-Bankstown Bulldogs |  |  |

| 13 de agosto | Western Suburbs Magpies | 18 - 7 | Eastern Suburbs |  |  |

| 14 de agosto | Balmain Tigers | 7 - 18 | Canterbury-Bankstown Bulldogs |  |  |

#### Semifinales
| 20 de agosto | St. George Dragons | 31 - 7 | Western Suburbs Magpies |  |  |

| 21 de agosto | Eastern Suburbs | 16 - 9 | Canterbury-Bankstown Bulldogs |  |  |

#### Final preliminar
| 27 de agosto | Western Suburbs Magpies | 15 - 20 | Eastern Suburbs |  |  |

#### Final
| 3 de septiembre | St. George Dragons | 31 - 6 | Eastern Suburbs | Sydney Cricket Ground, Sídney   |  |
|                 |                    |        |                 | Asistencia: 53.156 espectadores |  |

| Bandera de Australia       |
| Campeón St. George Dragons |
| Séptimo título             |